# Maillé (Indre y Loira)
 Maillé  es una población y comuna francesa, situada en la región de  Centro, departamento de Indre y Loira, en el distrito de Chinon y cantón de Sainte-Maure-de-Touraine.

## Demografía
| 602 | 587 | 518 | 580 | 594 | 653 |
| Para los censos de 1962 a 1999 la población legal corresponde a la población sin duplicidades (Fuente: INSEE [Consultar]) |     |     |     |     |     |